# Takeda Shingen
Takeda Shingen (武田 信玄?; 1º dicembre 1521 – 13 maggio 1573) è stato un preminente daimyō giapponese del tardo periodo Sengoku, signore della provincia di Kai e uno dei condottieri di maggior prestigio del suo tempo.
Soprannominato la tigre del Kai, legò indissolubilmente le sue gesta a quelle del clan Takeda, le quali vengono trattate nel Kōyō Gunkan.

## Nome

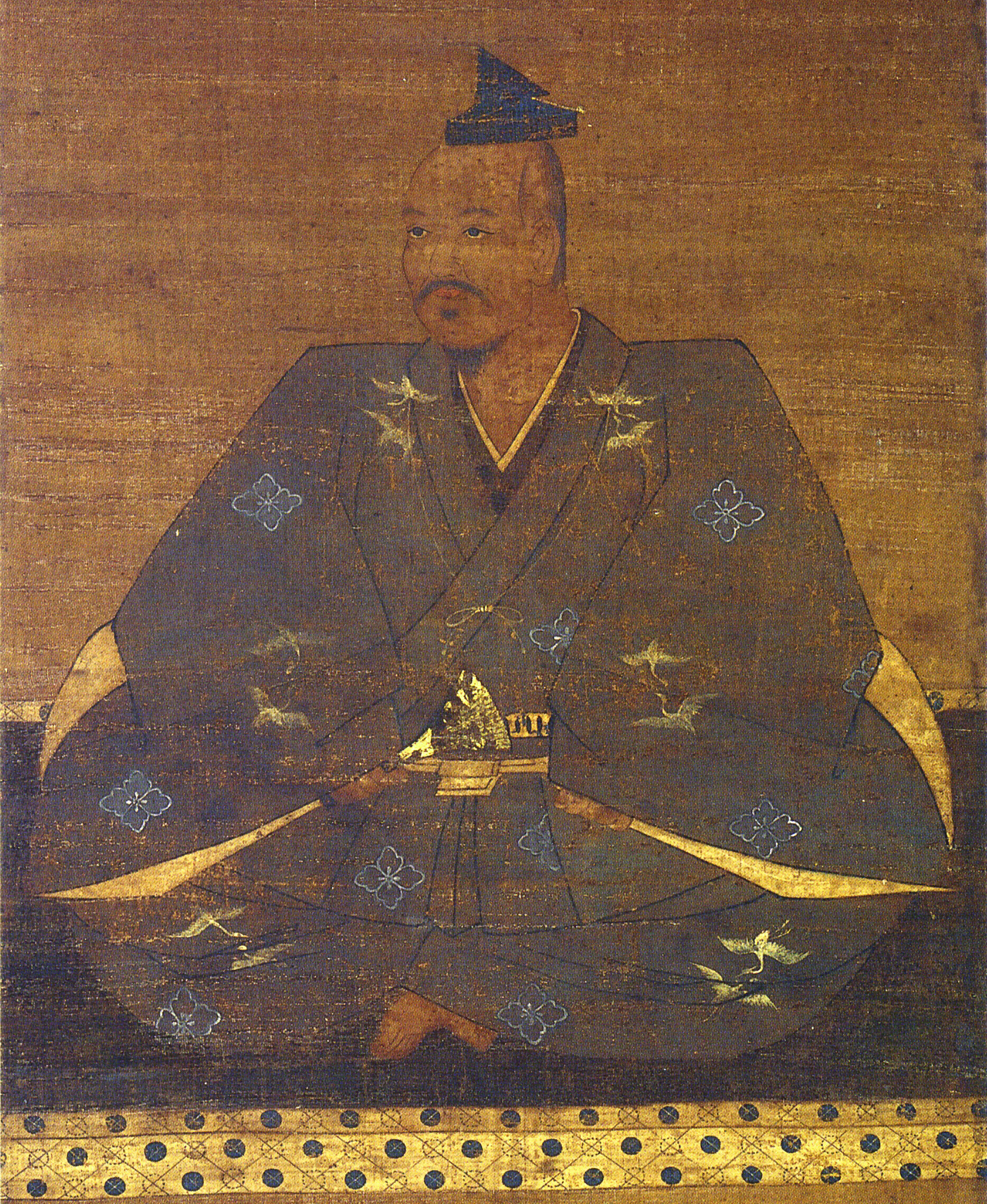
Ritratto di Shingen risalente al XVI secolo

Chiamato in infanzia Tarō (nome comune per i primogeniti delle famiglie giapponesi) o Katsuchiyo (勝千代?), una volta maggiorenne gli fu dato il nome Harunobu (晴信?), il quale includeva uno dei caratteri del nome di Ashikaga Yoshiharu (足利義晴?), il dodicesimo shōgun Ashikaga. Nel Giappone feudale era pratica comune per i samurai di rango elevato conferire uno dei caratteri del proprio nome ai propri sottoposti come segno di riconoscimento. Per i daimyō era invece un onore ricevere uno dei caratteri del nome da un membro dello shogunato, anche se l'autorità di quest'ultimo era notevolmente diminuita nella metà del XVI secolo.
Entrambi gli Ashikaga e i Takeda discendevano dal clan Minamoto. Tecnicamente Harunobu, come anche i suoi antenati, nacque con cognome Minamoto. Pertanto, Harunobu viene indicato come Minamoto no Harunobu (源晴信?) nei documenti ufficiali della corte imperiale quando gli fu conferito il titolo di "Daizen Dayu" (大膳大夫?).
Nel 1551 Harunobu scelse di vivere una vita pabbajja e ricevette un nome dharma, Shingen (信玄?), dal suo maestro buddista. Il kanji di Shingen può essere anche pronunciato "Nobuharu", che è l'inverso del suo nome Harunobu. In tempi antichi e soprattutto in ambito aristocratico, tali nomi religiosi venivano letti utilizzando la lettura on'yomi, la pronuncia derivata dal cinese, invece di quella kun'yomi, la pronuncia giapponese. Anche se ampiamente conosciuto con il suo nome dharma, il nome formale di Takeda Shingen rimase comunque Harunobu per tutto il resto della sua vita.
Shingen è spesso chiamato la tigre del Kai (甲斐の虎?, Kai no tora) per le sue gesta nei campi di battaglia. Il suo principale rivale, Uesugi Kenshin, era invece chiamato il dragone di Echigo (越後の龍?, Echigo no ryū) o anche la tigre di Echigo (越後の虎?, Echigo no tora). Sembra che i due condottieri fossero ben felici di darsi battaglia. Combatterono diverse volte nelle battaglie di Kawanakajima.

## Biografia

### Infanzia e ascesa a leader del clan Takeda
Shingen era il primogenito di Takeda Nobutora, guida del clan Takeda e daimyō della provincia di Kai. In gioventù fu un poeta. Assistette il padre, i parenti più anziani e i vassalli della famiglia Takeda divenendo una preziosa risorsa per il clan già in giovane età. Nel 1536, all'età di quindici anni, fu fondamentale il suo aiuto al padre nella battaglia di Un no Kuchi.
Una volta raggiunta la maturità si ribellò al padre, succedendogli nel 1540 e acquisendo il controllo del clan. Il modo con cui riuscì a usurpare la guida del clan non è chiaro, anche se sembra che il padre avesse intenzione di nominare il suo secondogenito, Nobushige, come suo successore al posto di Shingen. Come risultato egli fu esiliato da Shingen e i suoi seguaci nella provincia di Suruga, a sud del Kai, dove venne tenuto in custodia dal clan Imagawa guidato al tempo da Imagawa Yoshimoto. Questo episodio portò alla nascita di un'alleanza tra i due clan.

### Prime conquiste
Le prime mosse di Shingen furono di consolidare i possedimenti del clan e di espandere il proprio dominio nelle province circostanti: uno dei suoi primi obiettivi consisteva nella conquista della provincia di Shinano. Numerosi signori della guerra dello Shinano marciarono fino alle porte della provincia del Kai nel tentativo di neutralizzare anticipatamente Shingen prima che avesse l'opportunità di espandere le proprie terre. Benché avessero pianificato di sconfiggerlo a Fuchū (dove Shingen stava raggruppando le forze), vennero presi alla sprovvista dagli uomini di Takeda in quella che passò alla storia come la battaglia di Sezawa. Approfittando della situazione Shingen ottenne una rapida vittoria che pose le basi per l'invasione di Shinano l'anno stesso e la sua successiva vittoria nell'assedio di Uehara. Il giovane condottiero fece notevoli passi avanti nella regione conquistando il quartier generale dei Suwa nella battaglia di Kuwabara prima di spostare l'attenzione su Shinano sconfiggendo Tozawa Yorichika e Takatō Yoritsugu rispettivamente nell'assedio di Fukuyo e nella battaglia di Ankokuji. Nel 1543 conquistò il castello Nagakubo, Kojinyama nel 1544, poi Takatō e Ryūgasaki nel 1545. Nel 1546 prese Uchiyamae e vinse la battaglia di Odaihara. Nel 1547 conquistò il castello di Shika. Nel 1548 il condottiero riportò una sonora sconfitta nella battaglia di Uedahara contro Murakami Yoshikiyo, perdendo alcuni dei suoi generali migliori, tra cui Itagaki Nobukata, Amari Torayasu e Hajikano Den'emon. Shingen pianificò vendetta e il clan Murakami fu sconfitto nell'assedio di Toishi nel 1550-1551. Yoshikiyo fuggì dalla regione e chiese asilo alla provincia di Echigo da Uesugi Kenshin, diventandone uno dei più importanti generali.

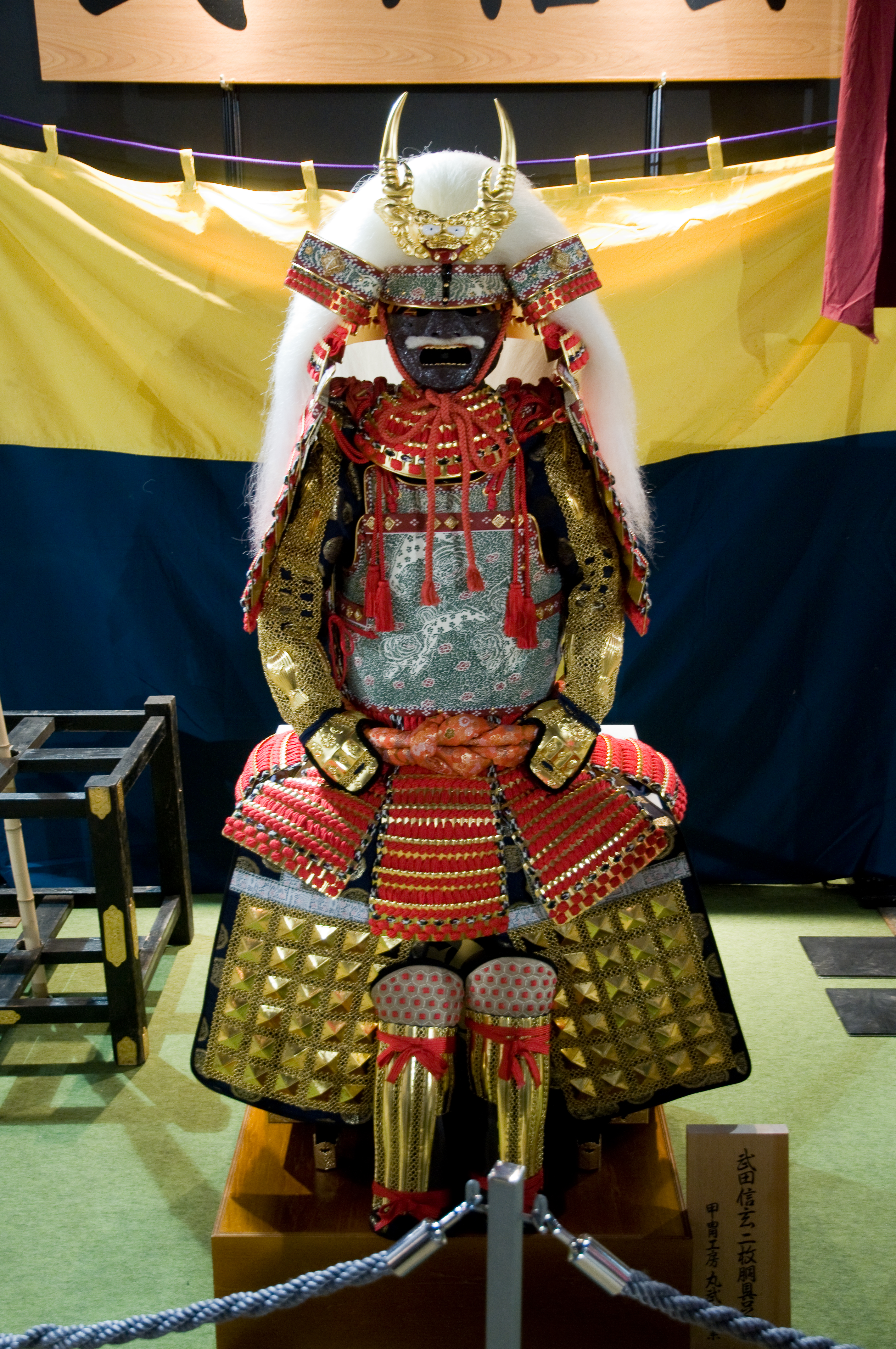
Una riproduzione moderna della famosa armatura di Takeda Shingen

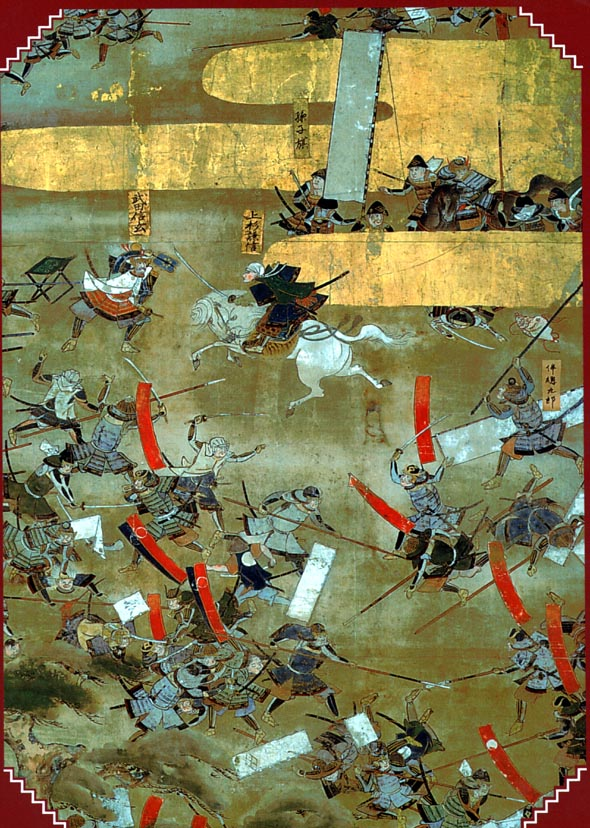
Battaglia di Kawanakajima nel 1561

### Gli scontri con Kenshin
Nel 1548 Shingen sconfisse Ogasawara Nagatoki nella battaglia di Shiojiritōge e prese Fukashi nel 1550. Fu a questo punto che scese in campo Uesugi Kenshin della provincia di Echigo, poiché i Takeda erano ormai giunti ai confini della sua provincia. Quella che iniziò fu una rivalità che diventerà leggendaria che li portò a scontrarsi cinque volte nelle battaglie di Kawanakajima. Queste battaglie furono generalmente delle schermaglie, nessuno dei due daimyō voleva scoprirsi in una battaglia a tutto campo. La battaglia più feroce tra i due, e pure quella che avrebbe potuto decidere la vittoria o sconfitta di una delle due parti, fu la quarta, durante la quale, secondo la leggenda, Uesugi Kenshin riuscì ad aprirsi un varco tra le linee Takeda e affrontò Shingen. Si narra che Kenshin attaccò Shingen con la sua spada che si difese con il suo ventaglio (o tessen). Entrambi persero numerosi uomini durante la battaglia: in particolare Shingen perse due importanti generali, Yamamoto Kansuke e suo fratello più giovane Takeda Nobushige.
Dopo la quarta battaglia Shingen subì due congiure interne. Shingen scoprì due complotti alla sua vita, il primo di suo cugino Suwa Shigemasa, al quale fu ordinato di commettere seppuku, ed il secondo, qualche anno più tardi, da suo figlio stesso Takeda Yoshinobu. Quest'ultimo fu esiliato presso il tempio Toko, dove morì due anni dopo; non si conosce se di cause naturali o su ordine del padre. Dopo questo incidente, Shingen designò il suo quartogenito, Katsuyori come successore alla guida del clan. 
Dopo aver conquistato Katsurao, Wada, Takashima e Fukuda, nel 1554 riportò altrettante vittorie negli assedi di Fukushima, Kannomine, Matsuo e Yoshioka.
Nel 1563, insieme a Hōjō Ujiyasu, conquistò il castello di Matsuyama nella provincia di Musashi. Takeda Shingen poi prese Kuragano nel 1565 e il castello di Minowa. Poi si mosse contro gli Hōjō attaccando il castello di Hachigata impegnandoli successivamente nell'assedio di Odawara. Si ritirò con successo dopo che Hōjō Ujiteru e Hōjō Ujikuni fallirono il tentativo di fermarlo nella battaglia di Mimasetōge.

### Ultimi anni
Si crede che la morte di Yoshinobu portò a un cambio di politica da parte di Shingen sugli Imagawa. Dopo che Imagawa Yoshimoto rimase ucciso in battaglia contro Oda Nobunaga nel 1560, Shingen iniziò a pianificare l'invasione della provincia di Suruga, un territorio controllato allora dal figlio di Yoshimoto, Ujizane. Yoshinobu era tuttavia contrario a questo piano poiché sua moglie era figlia di Yoshimoto. Ciò nonostante, nel 1567, dopo che Shingen ebbe tenuto con successo le forze di Uesugi Kenshin fuori dal confine settentrionale dello Shinano, conquistò un castello di importanza strategica ad ovest della provincia di Kōzuke e, soppressa l'opposizione interna, fu pronto a invadere Suruga.
Durante questo periodo Shingen ordinò il progetto di sbarramento del fiume Fuji, che si rivelò una delle principali attività ingegneristiche dell'epoca.
Shingen e Tokugawa Ieyasu strinsero un accordo e occuparono i territori degli Imagawa. Entrambi combatterono contro l'erede di Yoshimoto, Imagawa Ujizane. Dopo aver sconfitto le forze d'intervento di Hōjō Ujimasa dallo Sagami, Shingen finalmente si assicurò la provincia di Suruga, territori storici del clan Imagawa, che divennero parte dei possedimenti dei Takeda a partire dal 1569.
Nel 1570, nella battaglia di Anegawa, Oda Nobunaga aveva avuto ragione delle forze alleate di Azai e Asakura, supportati dallo Shogun Ashikaga Yoshiaki.
Su pressione dello Shogun, Takeda Shingen, assurto a capo della fazione anti-Nobunaga, mosse contro i territori di Tokugawa Ieyasu, con l'obbiettivo di consolidare il controllo dei Takeda sulle provincie di Suruga, Shinano settentrionale e Kōzuke occidentale.
Dopo aver sconfitto l'esercito guidato da Tokugawa Ieyasu nella battaglia di Mikatagahara, comandando una forza di oltre 30.000 uomini nelle provincie di Tōtōmi, Mikawa e Mino nel 1572, Shingen morì, mentre marciava su Kyōto, nel 1573, e il clan Takeda si ritirò.

### Morte
Le esatte circostanze attorno alla morte di Takeda Shingen non sono ancora note con certezza. Secondo alcune teorie Takeda Shingen, all'età di 49 anni, era l'unico daimyō a possedere la forza e l'abilità necessaria per fermare la corsa di Oda Nobunaga alla conquista del Giappone. Affrontò le forze di Tokugawa Ieyasu nel 1572 e conquistò Futamata, sconfiggendo nella battaglia di Mikatagahara, anche se non in modo decisivo, una piccola armata di forze combinate di Nobunaga e Ieyasu. Dopo aver sconfitto Ieyasu, Shingen fermò temporaneamente la sua avanzata per cause esterne, il che diede tempo a Tokugawa di prepararsi nuovamente. Shingen entrò nella provincia di Mikawa, ma morì in battaglia. Alcune fonti riportano che morì di cancro, altre ancora di polmonite.
È sepolto al tempio di Erin, a Kōshū, nella prefettura di Yamanashi.

### Dopo la morte
Alla morte del padre Takeda Katsuyori gli succedette divenendo il nuovo daimyō del clan Takeda. Katsuyori era ambizioso e desiderava perpetuare la politica aggressiva del padre. Si mosse per prendere i forti dei Tokugawa. Le forze congiunte di Tokugawa Ieyasu e Oda Nobunaga inflissero tuttavia un colpo devastante ai Takeda nella battaglia di Nagashino nel 1575. Qui la fanteria di Oda Nobunaga, armata di archibugi, decimò la cavalleria Takeda. I Takeda dopo la sconfitta non riuscirono più a riprendersi e Ieyasu colse l'occasione sconfiggendoli definitivamente nella battaglia di Tenmokuzan nel 1582. Katsuyori commise seppuku dopo la battaglia, segnando la fine del clan Takeda.
Alla morte di Shingen si racconta che Kenshin pianse la perdita del suo più forte e rispettato rivale. Uno dei tributi maggiori all'abilità di Shingen venne da Tokugawa Ieyasu stesso, il quale utilizzò le innovazioni governative e militari del vecchio leader Takeda dopo che ebbe preso il controllo del Kai durante l'ascesa di Toyotomi Hideyoshi. Molti dei suoi progetti furono utilizzati dallo shogunato Tokugawa.
Mentre i Takeda erano per la maggior parte distrutti dalla perdita dell'erede Katsuyori, Shingen continuò ad avere un profondo effetto sul Giappone dell'epoca. Influenzò molti signori con la sua legge, la sua politica e il suo sistema amministrativo, e molte storie furono tramandate su di lui. Sebbene la sua innata ambizione e aggressività verso i nemici probabilmente non era così crudele come gli altri signori della guerra del tempo. Nella sua bandiera era ricamata la famosa frase fū-rin-ka-zan (風林火山? "vento, foresta, fuoco, montagna"), presa dal celebre libro di Sun Tzu L'arte della guerra. Questa frase si riferiva al concetto di «veloce come il vento, silenzioso come una foresta, feroce come il fuoco e inamovibile come una montagna». Il motto si addiceva in toto alle politiche di Shingen e alla sua strategia militare.

## Servitori
Durante il periodo Edo, ventiquattro servitori di Shingen vennero scelti come argomenti popolari per ukiyo-e e bunraku. I nomi variano da una rappresentazione all'altra e l'elenco che segue è la versione ampiamente concordata di servitori. Questi non vissero tutti assieme, alcuni morirono prima di altri, ma tutti dettero notevoli contributi a Shingen e al clan Takeda.
Di questi servitori, Kōsaka Masanobu si distingue come uno dei più intimi conoscenti di Shingen, nello stile della tradizione shudō giapponese. I due iniziarono una relazione quando Shingen aveva 22 anni e Masanobu 16. Un documento conservato nell'archivio storico dell'Università di Tokyo documenta l'impegno di Shingen di non legarsi sentimentalmente a nessun altro servitore e la volontà di non recare danno in nessun modo al ragazzo, raccomandandolo agli dei.
Ventiquattro generali
- Akiyama Nobutomo
- Amari Torayasu
- Anayama Nobukimi
- Baba Nobuharu
- Hara Masatane
- Hara Toratane
- Ichijō Nobutatsu, fratello minore di Shingen
- Itagaki Nobukata
- Kōsaka Masanobu
- Naitō Masatoyo
- Obata Masamori
- Obata Toramori
- Obu Toramasa
- Ohama Kagetaka
- Oyamada Nobushige
- Saegusa Moritomo
- Sanada Nobutsuna
- Sanada Yukitaka
- Tada Mitsuyori
- Tsuchiya Masatsugu
- Takeda Nobukado
- Takeda Nobushige
- Yamagata Masakage
- Yamamoto Kansuke

Altri generali
- Sanada Masayuki
- Yokota Takatoshi
- Kiso Yoshimasa

## Takeda Shingen Matsuri

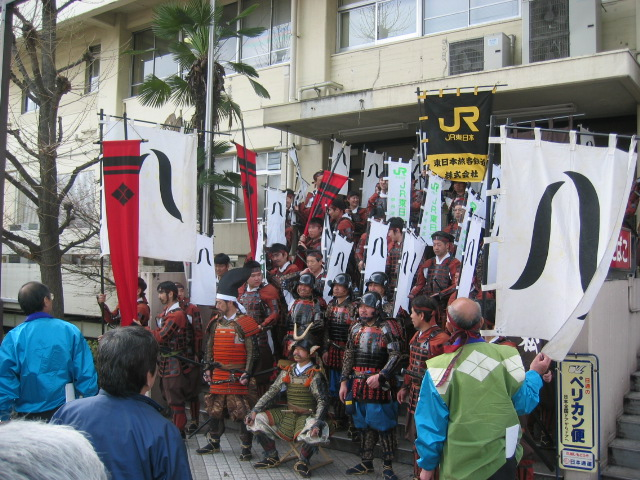
Takeda Shingen e soldati nel 2006

Il Takeda Shingen Matsuri ha luogo il primo fine settimana di ogni aprile a Kōfu. Di solito un famoso attore della televisione giapponese interpreta la parte di Takeda Shingen. Ci sono diverse sfilate che partono dalla tomba di Takeda fino al castello di Kōfu. Queste sfilate sono molto teatrali e coinvolgono seri rievocatori che si allenano tutto l'anno in vista del festival. Le sfilate ripercorrono diversi episodi della vita di Takeda Shingen.

## Famiglia
- Padre: Takeda Nobutora (1493–1574)
- fratelli:
  - Takematsu (1517–1523)
  - Inuchiyo (1523–1529)
  - Takeda Nobushige (1525–1561)
  - Takeda Nobumoto
  - Takeda Nobukado (1529–1582)
  - Matsuo Nobukore (c. 1530s – 1571)
  - Takeda Souchi
  - Takeda Nobuzane (c. 1530s – 1575)
  - Ichijō Nobutatsu (c. 1539 – 1582)
- Sorelle:
  - Joukei-in (1519–1550), sposò Imagawa Yoshimoto
  - Nanshou-in (born 1520) sposò Anayama Nobutomo
  - Nene (1528–1543) sposò Suwa Yorishige
- Figlio: Takeda Katsuyori (1546–1582)
- Figlia: Matsuhime

## Nella cultura di massa
- La battaglia tra i Takeda e gli Uesugi è rappresentata nel film Heaven and Earth.
- La morte di Takeda Shingen è romanzata nel Kagemusha - L'ombra del guerriero, diretto da Akira Kurosawa, dove il condottiero viene ucciso da un cecchino.
- Shingen the Ruler (Takeda Shingen 2 in Giappone) è gioco di strategia a turni per il Nintendo Entertainment System (NES), prodotto dalla Hot B nel 1989, e pubblicato in Nord America nel 1990.
- Il clan Takeda è una fazione giocabile nei videogiochi Shogun: Total War e Total War: Shogun 2 della Creative Assembly, dove Shingen appare alla fine dell'introduzione.
- Takeda Shingen appare nelle famose serie di giochi Samurai Warriors, Warriors Orochi (entrambe della Koei) e Sengoku Basara, della Capcom, e nell'anime Sengoku Basara: Samurai Kings, ispirato a quest'ultimo videogioco.
- È un personaggio giocabile di Pokémon Conquest (Pokémon + Nobunaga's Ambition in Giappone); con il suo partner Pokémon diventa Rhyperior e Groudon.
- A lui si fa riferimento in due degli episodi della diciassettesima stagione del Detective Conan: Il cavaliere corazzato nel labirinto e L'ombra e il fulmine
- Il nome di Takeda Shingen viene citato più volte nel manga Keiji il magnifico, la cui storia comincia però quando il daimyo è morto da tempo. Compaiono però in alcuni flashback i suoi avversari Oda Nobunaga e Uesugi Kenshin, e nella storia principale Sanada Masayuki, Tokugawa Ieyasu e Toyotomi Hideyoshi.